# جيمس بنسون
جيمس بنسون (بالإنجليزية: James Benson)‏ هو مهندس فضاء جوي أمريكي، ولد في 3 أبريل 1945، وتوفي في 10 أكتوبر 2008 بسبب سرطان.